# Mateus Meira Rita
Mateus Meira Rita es un político de Santo Tomé y Príncipe. 
Fue ministro de asuntos exteriores de su país en 2002 (febrero-8 de marzo) y luego en 2004 (7 de octubre-8 de marzo).
| Predecesor: Patrice Trovoada | Ministro de Relaciones Exteriores de Santo Tomé y Príncipe 2002        | Sucesor: Alda Bandeira |
| Predecesor: Alda Bandeira    | Ministro de Relaciones Exteriores de Santo Tomé y Príncipe 2002 - 2004 | Sucesor: Óscar Sousa   |

- Datos: Q6786672